# Märtha von Schweden

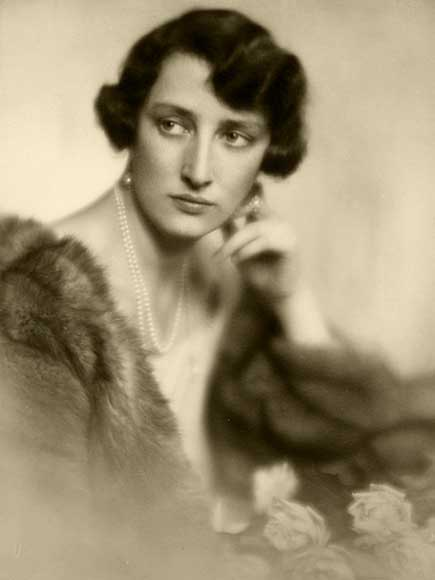
Kronprinzessin Märtha von Norwegen (1929)

Prinzessin Märtha Sofia Lovisa Dagmar Thyra von Schweden (* 28. März 1901 in Stockholm; † 5. April 1954 in Oslo) aus dem schwedischen Königshaus Bernadotte war als Ehefrau des norwegischen Kronprinzen und späteren Königs Olav V. von 1929 bis zu ihrem Tod Kronprinzessin von Norwegen.

## Leben

### Frühes Leben

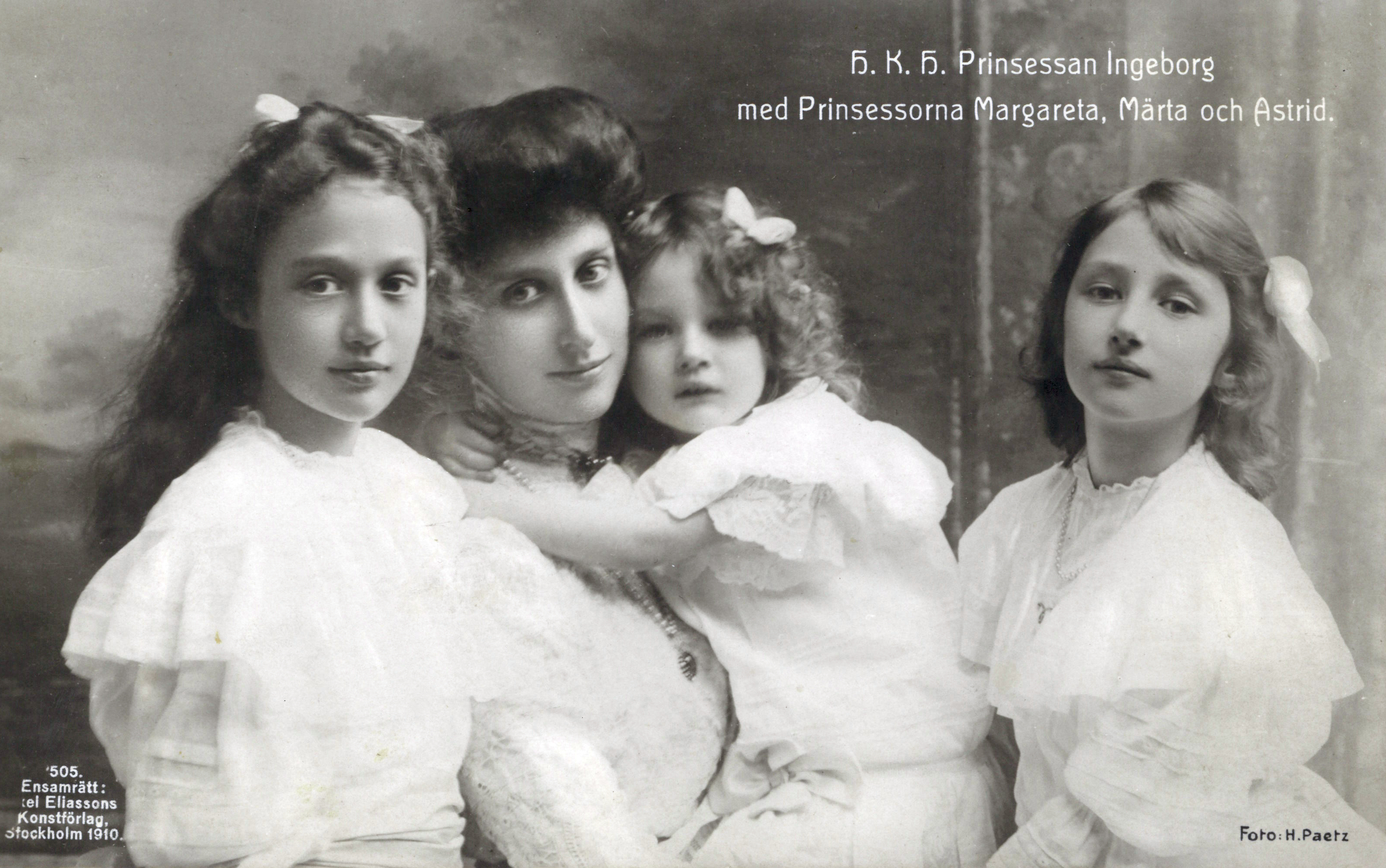
Prinzessin Märtha (ganz rechts) mit ihren Schwestern und Mutter, 1910

Prinzessin Märtha wurde am 28. März 1901 als zweites von vier Kindern ihrer Eltern Prinz Carl von Schweden, Herzog von Västergötland und Prinzessin Ingeborg von Dänemark in Stockholm geboren. Sie hatte zwei Schwestern, Astrid von Schweden, später Königin der Belgier, und Margaretha von Schweden (1899–1977), und einen jüngeren Bruder Carl (1911–2003).
Gemeinsam mit ihren Geschwistern verlebte Märtha eine glückliche Kindheit und Jugendzeit, die von Einfachheit geprägt war. Vom Wohnstil bis hin zur Kleidung wurde alles so schlicht wie möglich gehalten. Besonders ihre Mutter Ingeborg, Tochter von König Friedrich VIII. von Dänemark, vermittelte ihr früh Tugenden wie Hilfsbereitschaft.
Das Familienleben war sehr innig, man unternahm viel zusammen. Prinzessin Märtha erhielt eine ihrer Stellung und der damaligen Zeit entsprechende Ausbildung; dazu gehörte Unterricht in Deutsch, Englisch und Französisch, Geschichte und Religion, Reiten, Tanzen und Zeichnen, aber auch Kochen und Gartenarbeit. In ihrer Jugend galt sie als sehr selbstbewusstes und aufgeschlossenes Mädchen. Sie kam vom Wesen her nach ihrer Mutter Ingeborg und galt als deren Lieblingstochter.

### Heirat und Leben als Kronprinzessin

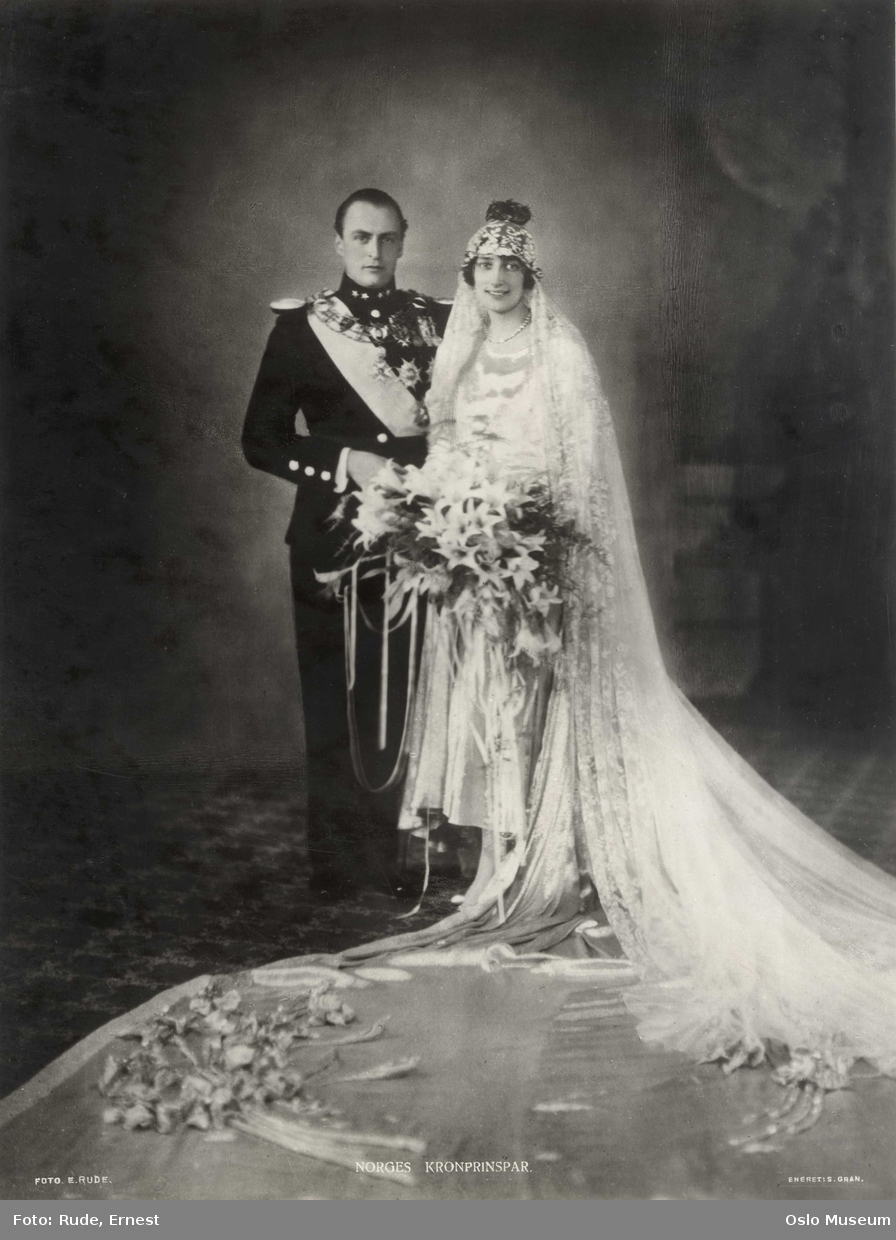
Offizielles Hochzeitsfoto des Kronprinzenpaares, 1929

Am 21. März 1929 heiratete sie ihren Cousin, den Kronprinzen Olav von Norwegen, Sohn von König Haakon VII. und Königin Maud, einer Tochter Eduards VII. von Großbritannien. Die Heirat des Paares wurde in Norwegen sehr positiv aufgenommen. Die Ehe galt nicht nur als dynastisch passend, sondern auch als liebevoll und von gegenseitiger Zuneigung geprägt. Das Kronprinzenpaar hatte drei Kinder, die später alle bürgerliche Ehepartner wählten:
- Prinzessin Ragnhild Alexandra von Norwegen (1930–2012) ⚭ 1953 Erling Sven Lorentzen (1923–2021);
- Prinzessin Astrid Maud Ingeborg von Norwegen (* 1932) ⚭ 1961 Johan Martin Ferner (1927–2015);
- König Harald V. von Norwegen (* 1937) ⚭ 1968 Sonja Haraldsen (* 1937).

Die Kronprinzessin mit ihrer ruhigen und lockeren Art war in Norwegen sehr populär. Sie galt als bescheiden und äußerte zum Beispiel den Wunsch, Kleidung für sich und ihre Kinder selbst zu nähen.

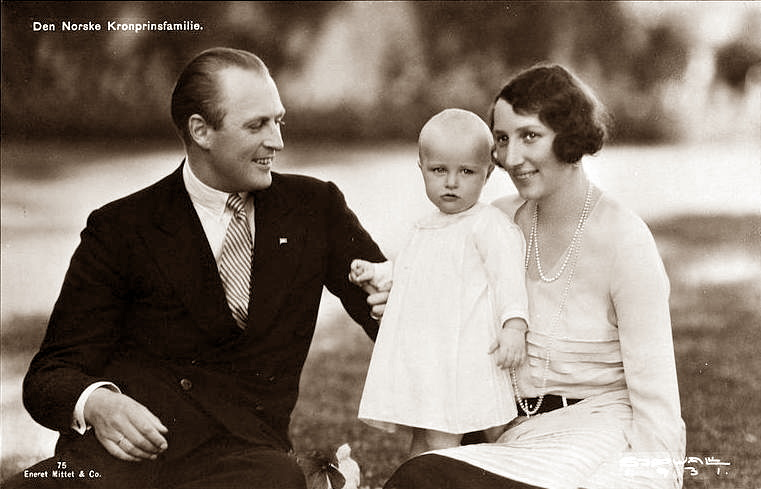
Märtha mit ihrem Ehemann Olav und der ältesten Tochter Ragnhild, 1931

In der Zwischenkriegszeit bewohnte Märtha gemeinsam mit ihrem Ehemann und den drei Kindern das Anwesen Skaugum, das Eigentum von Baron Fritz Wedel Jarlsberg gewesen war und nach der Hochzeit Olavs und Märthas in den Besitz der königlichen Familie überging. Die Räume im Erdgeschoss dienten der Repräsentation, die Wohnräume der Familie lagen im Obergeschoss.
1938 starb Märthas Schwiegermutter Königin Maud an einer Herzschwäche. Damit übernahm Märtha die Position einer First Lady und begleitete den König zu offiziellen Terminen und Anlässen.
Im Jahr 1939 reisten Märtha und ihr Ehemann in die Vereinigten Staaten und lernten das Präsidentenehepaar Franklin D. Roosevelt und Eleanor Roosevelt kennen. Während des Besuches unternahm das Kronprinzenpaar eine umfangreiche Besichtigungstour durch die Upper Midwest Region, in der sich viele norwegische Einwanderer niedergelassen hatten.

### Zweiter Weltkrieg
Kurz nach der USA-Reise brach in Europa der Zweite Weltkrieg aus. Am 9. April 1940 überfiel Deutschland Norwegen (→ „Unternehmen Weserübung“). Kronprinzessin Märtha flüchtete mit ihren drei Kindern zunächst ins Exil nach Schweden. Jedoch fühlte sie sich in ihrem alten Heimatland nicht willkommen, da viele Bürger Schwedens Neutralität in Gefahr sahen. Einer Einladung Präsident Roosevelts folgend, reisten sie und ihre Kinder vom damals finnischen Hafen Petsamo aus auf der USS American Legion weiter in die Vereinigten Staaten. Das Weiße Haus in Washington, D.C. wurde während des Krieges ihr fester Wohnsitz. Kronprinz Olav lebte seit Beginn des Krieges in Großbritannien und sah seine Frau und die Kinder nur selten.
Während ihres Exils in den USA engagierte Märtha sich für das Internationale Rote Kreuz und unterstützte Präsident Roosevelt. So begleitete sie ihn im August 1941 an Bord der Präsidentenyacht USS Potomac auf der gemeinsamen Reise mit dem britischen Premierminister Winston Churchill nach Neufundland zur Verabschiedung der Atlantik-Charta. Die Freundschaft zwischen Märtha und den Roosevelts festigte sich im Laufe der Kriegsjahre.

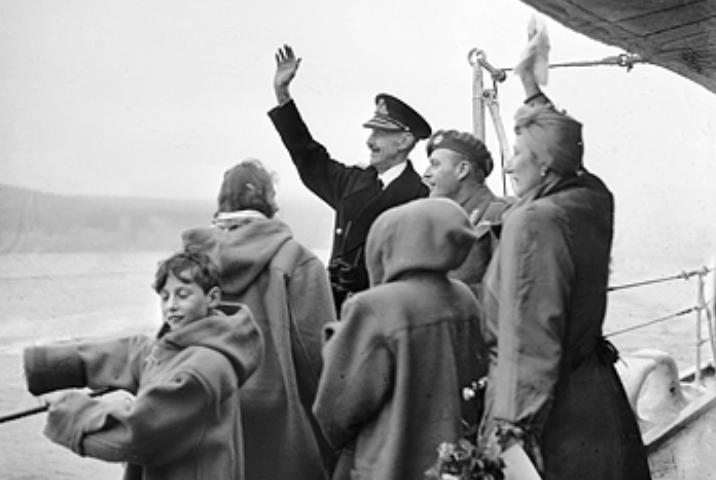
Märtha und Olav, ihre Kinder und König Haakon winken den Menschenmassen von Bord der HMS Norfolk aus zu, Juni 1945

Ihre beeindruckende Hilfe für das Rote Kreuz und die Vertretung der norwegischen Interessen beeinflusste Roosevelt bei seiner Rede Look to Norway, die er im September 1942 hielt.
Unermüdlich bemühte sich Märtha um Unterstützung für Norwegen durch die amerikanische Öffentlichkeit und Regierung. 1942 reiste sie anlässlich der Geburtstagsfeier ihres Schwiegervaters, König Haakon VII., nach London, wo sie ihren Mann und weitere Familienmitglieder wiedertraf. 
Nach Kriegsende kehrte die Königsfamilie im Juni 1945 nach Norwegen zurück, wo sie von der Bevölkerung begeistert empfangen wurde. Märtha wurde wie eine Heldin gefeiert und als „Mutter der Nation“ bezeichnet.

### Nachkriegszeit und Tod

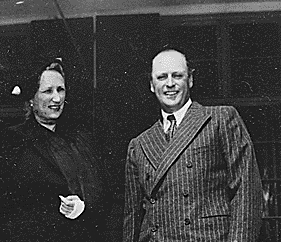
Das Kronprinzenpaar im Jahr 1950

Nach dem Krieg verschlechterte sich der Gesundheitszustand König Haakons, so dass Märtha und Olav eine wachsende Zahl offizieller Verpflichtungen wahrnahmen. Die Kronprinzessin hielt sogar die jährlichen Silvesteransprachen von 1946 und 1950. Jedoch ging es ihr seit Anfang der 1950er Jahre gesundheitlich schlechter.
Kronprinzessin Märtha erkrankte an Krebs und starb an den Folgen am 5. April 1954 in Oslo. Sie wurde in der Krypta der Festung Akershus beigesetzt. Nur drei Jahre nach ihrem Tod wurde ihr Ehemann als Olav V. König von Norwegen. Olav überlebte sie um 37 Jahre und wurde nach seinem Tod neben ihr bestattet.

## Ehrungen
In der Antarktis wurde der Küstenabschnitt Prinzessin-Martha-Küste nach ihr benannt.
Seit 2005 steht ein Denkmal der Kronprinzessin bei der norwegischen Botschaft in Washington D.C.
Am 21. Februar 2007 enthüllte ihr Sohn König Harald V. im Schlosspark von Oslo eine Bronzestatue von Kronprinzessin Märtha, ein Geschenk des norwegischen Volkes zu seinem 70. Geburtstag.
Die beliebte schwedische Prinsesstårta (deutsch: Prinzessinnentorte) wurde in den 1930ern für sie und ihre Schwestern kreiert.
Ihre Enkelin Prinzessin Märtha Louise von Norwegen (* 1971), Tochter von König Harald, wurde nach ihr benannt.

## Verfilmung
Die norwegische Fernsehserie „Atlantic Crossing“ (Regie: Alexander Eik) aus dem Jahr 2020 befasst sich mit der deutschen Besatzung Norwegens im Zweiten Weltkrieg und dem Exil Kronprinzessin Märthas und ihrer Kinder in den Vereinigten Staaten bis zu ihrer gemeinsamen Rückkehr nach Norwegen.